# Jacques Bossis
Pour les articles homonymes, voir Bossis.
Jacques Bossis, né le 22 décembre 1952 à Jonzac (Charente-Maritime), est un coureur cycliste français, un des meilleurs rouleurs de sa génération comme l'atteste son titre de champion de France de poursuite et ses nombreuses places dans les contre-la-montre.
Il a participé à sept Tours de France et porté le maillot jaune pendant la 3e étape en 1978. Il a été coéquipier notamment de Bernard Hinault, Hennie Kuiper, Jean-René Bernaudeau, Gilbert Duclos-Lassalle et Pascal Simon.

## Biographie
Amateur, il remporte notamment la course Bordeaux-Saintes en 1973.
Il passe au bataillon de Joinville pendant son service militaire. Professionnel de 1976 à 1985, il remporte à deux reprises le Grand Prix de Plouay.
En 1976, une heure après avoir signé son premier contrat professionnel, Jacques Bossis participe et gagne sa première course : le Grand Prix de Plouay. Dans le tour de France 1978, lors de la 3ème étape, Jacques Bossis se classe deuxième sur la ligne d'arrivée à Saint-Germain-en-Laye. Cette bonne opération lui permet ce soir-là d'endosser le maillot jaune. Il le gardera sur ses épaules 24 heures, le perdant le lendemain à l'issue d'une course contre-la-montre par équipes.
Jacques Bossis, depuis qu’il a arrêté de courir en 1985, a été commercial chez  Néopost-France.
Chaque année depuis 1988, est organisée  en Charente-Maritime près de Royan , une randonnée cyclo-sportive de plus de 150 km portant son nom : la Jacques Bossis et comptant pour le trophée national UFOLEP.
Actuellement retraité, Jacques Bossis est régulièrement présent sur les courses cyclistes en qualité de chauffeur. 

## Palmarès sur route

### Palmarès amateur
| - Amateur - 1968-1975 : 100 victoires - 1971 - Une étape du Tour de Charente-Maritime - 1972 - 2e de Nantes-La Rochelle - 1973 - Bordeaux-Saintes - Grand Prix José Baeza : - Classement général - 2e étape (contre-la-montre) - 1974 - 3e étape du Tour Nivernais Morvan - 2e du Tour du Béarn - 3e du championnat du monde militaires du contre-la-montre | - 1975 - 1re étape de la Route de France - 3eb étape du Circuit de la Sarthe - 2e des Trois Jours de Lumbres - 2e du Prix Albert-Gagnet - 3e de Paris-Connerré - 3e du Grand Prix de l'Équipe et du CV 19e - 1976 - Champion du Poitou-Charentes - 4e étape des Trois Jours de Vendée (contre-la-montre) - 2e et 5e (contre-la-montre) étapes de la Route de France - 3e des Trois Jours de Vendée |  |

### Palmarès professionnel
| - 1976 - Grand Prix de Plouay - Prologue et 3e étape du Tour du Limousin - Route nivernaise - 1977 - Grand Prix de Plouay - 2e du Grand Prix de Plumelec - 2e du Tour du Limousin - 1978 - Grand Prix de Mauléon-Moulin - Circuit de l'Indre - Prologue de Tour de l'Oise - 1re étape du Tour du Limousin - 2e du Tour du Limousin - 2e du Grand Prix de Peymeinade - 2e du Tour de l'Oise - 2e du Grand Prix d'Isbergues - 1979 - 2e du Tour du Tarn - 10e des Quatre Jours de Dunkerque - 10e de Blois-Chaville - 1980 - 2eb étape du Tour d'Armor - Grand Prix de Fourmies - 2e du Grand Prix de Plouay - 4e du Grand Prix des Nations - 6e de l'Amstel Gold Race - 6e de Blois-Chaville - 7e de Milan-San Remo | - 1981 - Grand Prix de Peymeinade - Tour du Haut-Var - 1reb étape du Tour de Corse (contre-la-montre) - 2eb étape de Paris-Nice (contre-la-montre par équipes) - 5ea étape des Quatre Jours de Dunkerque - 2e de Grand Prix de Mauléon-Moulins - 2e du Critérium International - 2e du Prestige Pernod - 3e du Grand Prix d'Antibes - 3e de Milan-San Remo - 3e des Quatre Jours de Dunkerque - 4e du Tour des Flandres - 8e de Paris-Nice - 1982 - 3e du Trophée Baracchi (avec Stephen Roche) - 9e du Grand Prix des Nations - 1984 - 3e de Nice-Alassio - 1985 - 3e du Grand Prix de Mauléon-Moulins |  |

### Résultats sur le Tour de France
7 participations
- 1977 : hors délais (17e étape)
- 1978 : 62e, vainqueur du classements des sprints intermédiaires,  maillot jaune pendant un jour
- 1979 : 60e
- 1980 : 59e
- 1981 : 63e
- 1983 : 62e
- 1984 : 102e

## Palmarès sur piste

### Championnats du monde militaires
- 1974
  -  Champion du monde de poursuite par équipes militaires

### Championnats de France
- 1972
  - 2e de la poursuite amateurs
- 1978
  -  Champion de France de poursuite
- 1980
  - 2e de la poursuite